# Peter Hamerlík
Peter Hamerlík (* 2. ledna 1982 v Myjavě) je bývalý slovenský hokejový brankář.

## Hráčská kariéra
S hokejem začínal ve Skalici. Tam odehrál i první zápasy mezi seniory. Po draftu v roku 2000, kdy ho draftoval Pittsburgh Penguins ve třetím kole jako 84. v pořadí odešel do zámoří kde hrál v OHL za Kingston Frontenacs. V roce 2002 ho opět draftoval klub Boston Bruins v 5. kole jako 153. v pořadí. Po podpise smlouvy s Bostonem odehrál tři sezóny střídavě na farmě Bostonu za Providence Bruins v AHL a v ECHL postupně za kluby Cincinnati Cyclones, Reading Royals, Augusta Lynx a Trenton Titans. Před sezónou 2005/2006 se vrátil do Evropy a upsal se v rodné Skalici. Několik zápasů v rámci tohoto působení hraje v Senici. Po dvou sezónách strávených doma se rozhodl zamířit do zahraničí. Hrál za běloruský Chimik-SKA Novopolock a kazašský HK Kazcink-Torpedo Usť-Kamenogorsk. V sezóně 2009/2010 byl brankářem českého týmu HC Oceláři Třinec. Za Třinec odehrál celkem devět sezon. Poslední zápasy kariéry odchytal za HK Poprad v sezoně 2020/2021.
Zúčastnil se jako náhradní brankář MS 2010, MS 2011 a MS 2012.

## Ocenění a úspěchy
- 2001 OHL - Nejvíce čistých kont
- 2004 ECHL - Brankář měsíce února 2004
- 2004 ČHL - Nejvíce čistých kont
- 2012 ČHL - Nejvíce čistých kont
- 2012 ČHL - Nejúspěšnější brankář v playoff %
- 2020 1.SHL - Nejnižší průměr inkasovaných branek

## Prvenství
- Debut v ČHL – 9. září 2009 (HC Slavia Praha proti HC Oceláři Třinec)
- První inkasovaný gól v ČHL - 9. září 2009 (HC Slavia Praha proti HC Oceláři Třinec, českým útočníkem Romanem Červenkou)
- První vychytaná nula v ČHL – 8. ledna 2010 (HC GEUS OKNA Kladno proti HC Oceláři Třinec)

## Klubová statistika
- 1998/1999 HK 36 Skalica SE
- 1999/2000 HK 36 Skalica SE
- 2000/2001 Kingston Frontenacs OHL
- 2001/2002 Kingston Frontenacs OHL
- 2002/2003 Kingston Frontenacs OHL, Cincinnati Cyclones ECHL, Providence Bruins AHL
- 2003/2004 Augusta Lynx ECHL, Reading Royals ECHL, Providence Bruins AHL, Trenton Titans ECHL
- 2004/2005 Providence Bruins AHL, HC Dukla Senica 1.SHL
- 2005/2006 HK 36 Skalica SE, HC Dukla Senica 1.SHL
- 2006/2007 HK 36 Skalica SE
- 2007/2008 Chimik-SKA Novopolock B-ex.
- 2008/2009 HK Kazcink-Torpedo Usť-Kamenogorsk RSL-2
- 2009/2010 HC Oceláři Třinec ČHL
- 2010/2011 HC Oceláři Třinec ČHL
- 2011/2012 HC Oceláři Třinec ČHL
- 2012/2013 HC Oceláři Třinec ČHL
- 2014/2015 HC Oceláři Třinec ČHL
- 2015/2016 HC Oceláři Třinec ČHL
- 2016/2017 HC Oceláři Třinec ČHL
- 2017/2018 HC Oceláři Třinec ČHL
- 2018/2019 HC Oceláři Třinec, HC Dynamo Pardubice ČHL
- 2019/2020 Bratislava Capitals 1.SHL
- 2020/2021 IClinic Bratislava Capitals (EBEL)
- 2020/2021 HK Poprad

## Reprezentace
V dresu slovenské reprezentace odehrál 4 zápasy (stav k 4. května 2010). Reprezentoval Slovensko na Mistrovství světa hráčů do 18 let v roku 1999 a 2000, na Mistrovství světa hráčů do 20 let v roku 2002 a též na Mistrovství světa v ledním hokeji v roce 2010 v Německu.
| Rok  | Tým          | Soutěž |   | Z     | Min | Zas. | OG   | POG   | %CHS |
| ---- | ------------ | ------ | - | ----- | --- | ---- | ---- | ----- | ---- |
| 1999 | Slovensko 18 | MS-18  | 7 | 420   |     | 17   | 2,43 | 91,9  |      |
| 2000 | Slovensko 18 | MS-18  | 2 | 81    | 55  | 3    | 2,23 | 94,6  |      |
| 2002 | Slovensko 20 | MSJ    | 4 | 208   | 101 | 8    | 2,31 | 92,1  |      |
| 2012 | Slovensko    | MS     | 2 | 74,17 | 35  | 4    | 3,23 | 89,74 |      |

Legenda
- Z - Odehrané zápasy (Zápasy)
- MIN - Počet odchytaných minut (Minuty)
- OG - Počet obdržených branek (Obdržené góly)
- ČK - Počet vychytaných čistých kont (Čistá konta)
- POG - Počet obdržených branek (Počet obdržených gólů)
- Zas. - Počet zásahů (Počet chycených střel)
- %CHS - % chycených střel (% chycených střel)